# Sanidina
La sanidina es una mineral perteneciente a la clase de los tectosilicatos, y dentro de esta al grupo de los feldespatos alcalinos. Fue descubierta en 1808 en la montaña Drachenfels cerca de Königswinter, en el estado de Renania del Norte-Westfalia (Alemania), siendo nombrada así derivado de las palabras griegas "sanis" tableta e "idos" ver, en alusión a su hábito tabular. Sinónimos poco usados son: gränzerita, rhyacolita o riacolita.

## Características químicas
Corresponde una variedad formada a alta temperatura de feldespato potásico, siendo un alumino-tecto-silicato de potasio y sodio, sin aniones adicionales. Normalmente desordenada estructuralmente y muy fracturada. Se considera un polimorfismo tipo orden-desorden del feldespato potásico.
Forma una serie de solución sólida con la albita (NaAlSi3O8), en la que la sustitución gradual del potasio por sodio va dando los distintos minerales de la serie. 
Además de los elementos de su fórmula, suele llevar como impurezas: hierro, calcio, sodio y agua.

## Formación y yacimientos
La sanidina es un mineral muy común en forma de cristales incoloros o blancos en rocas volcánicas de tipo ácido.
Muy común en rocas volcánicas félsicas de tipo efusivo y rocas hipoabisales como riolitas, fonolitas o traquitas, así como esferulitas en vidrio volcánico. También puede encontrarse en rocas de metamorfismo de contacto de alta temperatura ricas en potasio -facies sanidinita- y en rocas alteradas hidrotermalmente.
Se ha encontrado en nódulos de eclogita en kimberlitas.
Además de los elementos de su fórmula, suele llevar como impurezas: cuarzo, plagioclasa sódica, moscovita, biotita, hornblenda y magnetita.